# استوک دویل
استوک دویل (به انگلیسی: Stoke Doyle) یک روستا و محله مدنی در بریتانیا است که در East Northamptonshire واقع شده‌است.